# Luiz Felipe Scolari
Luiz Felipe Scolari (Passo Fundo, 9. studenog 1948.) brazilski je nogometni trener i bivši nogometaš. Trenutačno je trener brazilskog kluba Atlético Mineiro.

## Igračka karijera
Luiz je profesionalnu igračku karijeru započeo u Caxiasu 1973. godine, 1980. prelazi u Juventude već iste godine ide u Novo Hamburgo da bi 1981. prešao u CSA gdje je iste godine završio profesionalnu karijeru.

## Trenerska karijera
Nakon što je završio igračku karijeru prvi trenerski angažman bio mu je u istom klubu u kojem je završio igračku karijeru CSA-u.
Od 1982. do 2011. ukupno je trenirao 22 momčadi od čega su tri nacionalne momčadi Kuvajt, Brazil i Portugal. S Brazilom na Svjetskom prvenstvu u Južnoj Koreji i Japanu 2002. godine osvojio je naslov prvaka. Na Europskom prvenstvu 2004. godine s Portugalom je došao do finala gdje je izgubio od Grčke. Osim u Brazilu bio je trener u Kuvajtu, Japanu, Saudijskoj Arabiji, Portugalu, Engleskoj i Uzbekistanu.

## Uspjesi
CSA
- Campeonato Alagoano: 1

1982.
 Al Qadisiya Kuwait
- Kuwait Emir Kup: 1

1989.
 Kuvajtska nogometna reprezentacija
- Khaleeji: 1

1990.
 Criciúma
- Copa do Brasil: 1

1991.
 Grêmio
- Campeonato Gaúcho: 3

1987., 1995., 1996.
- Copa do Brasil: 1

1994.
- Copa Libertadores: 1

1995.
- Campeonato Brasileiro Série A: 1

1996.
- Recopa Sudamericana: 1

1996.
 Palmeiras
- Campeonato Brasileiro Série A: 1

2018.
- Copa do Brasil: 1

1998.
- Copa Mercosur: 1

1998.
- Copa Libertadores: 1

1999.
- Torneio Rio-São Paulo: 1

2000.
 Cruzeiro
- Copa Sul-Minas: 1

2001.
Brazilska nogometna reprezentacija:
- FIFA World Cup: 1

Svjetsko prvenstvo
 Bunyodkor:
- Uzbečka Liga: 1

2009.

## Vanjske poveznice
- FIFA statistika  Arhivirana inačica izvorne stranice od 10. studenoga 2012. (Wayback Machine)

### Sestrinski projekti
|  | Zajednički poslužitelj ima još gradiva o temi Luiz Felipe Scolari |